# Parafomoria ladaniphila
Parafomoria ladaniphila là một loài bướm đêm thuộc họ Nepticulidae. Nó được tìm thấy ở Bồ Đào Nha và miền nam Tây Ban Nha.
Chiều dài cánh trước là 1.7-1.85 mm đối với con đực và 1.7-1.8 mm đối với con cái. Con trưởng thành bay từ tháng 6 đến tháng 7.
Ấu trùng ăn Cistus ladanifer. Chúng ăn lá nơi chúng làm tổ. 